# Metafísica (Aristóteles)
Metafísica (em grego clássico: τὰ μετὰ τὰ φυσικά, em latim: metaphysica) é um dos principais tratados do filósofo grego Aristóteles (século IV a.C.), bem como uma das principais obras da História da Filosofia como um todo. O título, a compilação e a organização foram realizadas após a morte de Aristóteles, provavelmente por Andrônico de Rodes. O nome "metafísica" literalmente significa "depois (do livro) da Física", e possivelmente foi atribuído por se tratar de uma obra que continua e desenvolve questões estabelecidas previamente na Física de Aristóteles. Todavia, por feliz coincidência a expressão τὰ μετὰ τὰ φυσικά, quando se dá a μετὰ o sentido de "além" ou "acima", assume um significado que se presta perfeitamente para indicar o próprio conteúdo, ou seja, a pesquisa sobre o ser suprassensível e transcendente, que é o objeto dos catorze livros aos quais tal expressão foi imposta como título. Neste tratado, Aristóteles apresenta um estudo do ser, não enquanto parte de algo - como no caso das ciências biológicas, médicas, matemáticas, entre outras -, mas em si mesmo, isto é, apresenta a sua ontologia. Esse estudo abrange relação da noção de "ser" com causalidade, bem como os conceitos de forma, matéria, potência e ato, envolvendo também um estudo do estatuto ontológico de objetos matemáticos e o desenvolvimento de sua teologia. Nas expressões do próprio Aristóteles, essa ciência que estuda o ser em si mesmo ("ser qua (enquanto) ser") é chamada de a "Filosofia Primeira" (em grego: τὰ περὶ τῆς πρώτης φιλοσοφίας, sobre a filosofia primeira).